# 名誉指導員
名誉指導員（めいよしどういん）とは、スポーツや登山振興団体等で指導者として一定の功労ある人物に贈られる資格であり称号。名誉称号・資格称号の一つ。類似するものとして功労指導員、名誉コーチなどがある（本項で解説）。

## 名誉指導員

### 赤十字社における名誉指導員
日本赤十字社などでは、同社が社員や国民に対し、行っている講習の指導員として功績のあった者に対し名誉指導員の称号を授与している。

### スポーツ振興団体等における名誉指導員
スポーツ団体における名誉指導員の資格はソフトテニス等の分野で見られる。日本国内では日本ソフトテニス連盟の傘下団体で都道府県別で名誉指導員会が組織され、長年、テニス指導に功績のあった者が入会し親睦活動する例がある。
また、登山振興を図る日本山岳協会で名誉指導員を定めており、一例として元朝日新聞編集委員で大阪国際女子大学教授、探検家の藤木高嶺らがいる。

## 名誉コーチ

### 大学ラグビー部における名誉コーチ
ラグビーワールドカップでイングランドを世界一に導いたジョニー・ウィルキンソンは2004年7月8日、日本への訪問の中で早稲田大学の求めに応じて同大学ラグビー部員への指導を行い、同大学より名誉コーチの称号を贈られた。

### 報道資料
- 『朝日新聞』1995年10月13日朝刊京都版
- 『読売新聞』2004年7月9日東京朝刊

### インターネット資料(外部リンク)
- 日本赤十字社北海道支部ウェブサイト「安全法指導員の皆さまへ」